# コロムビア・トップのほがらか歌謡曲
コロムビア・トップのほがらか歌謡曲（コロムビア・トップのほがらかかようきょく）は、かつてニッポン放送の土曜日朝の時間帯で放送されていたラジオ番組。パーソナリティは漫才師・政治家のコロムビア・トップ。放送期間は1980年10月4日から1983年5月28日まで。

## 放送時間
- 毎週土曜日　5:00 - 7:00

## 出演者
- パーソナリティ:コロムビア・トップ
- アシスタント:
  - 鈴木智子（1980年10月 - 1981年9月）
  - 宮崎文子（1981年10月 - 1983年5月）

## 内包番組

### 1980年10月 -
5時00分 - 6時00分
- ニュース・天気予報
- お早よう茶店
- 早起きファミリーほがらかリクエスト

6時00分 - 7時00分
- ニュース
- ほがらかレジャー歌謡曲
- サンスポつり情報
- 心の灯
- ヤッホー!ほがらかさん!!
- ほがらかリクエスト

### 1981年4月 -
5時00分 - 6時00分
- ニュース・天気予報
- 青空ハズムのお早よう茶店
- 早起きファミリーほがらかリクエスト

6時00分 - 7時00分
- ニュース
- ほがらかメロディ・ナイスショット!
- サンスポつり情報
- 心の灯
- ヤッホー!ほがらかさん!!
- ほがらかリクエスト